# خوان أنطونيو لونا
خوان أنطونيو لونا (بالإسبانية: Juan Antonio Luna)‏ (17 مايو 1959 بمدينة مكسيكو في المكسيك - ) هو مدرب كرة قدم ولاعب كرة قدم مكسيكي في مركز الوسط. شارك مع منتخب المكسيك لكرة القدم. أما مع النوادي، فقد لعب مع نادي أمريكا ونادي بويبلا ونادي نيكاكسا.

## مسيرته الكروية
لعب خوان أنطونيو لونا خلال مسيرته الاحترافية مع 3 أندية في أربعة عشر موسمًا وسجل خلالها 33 هدفًا ضمن 323 مباراة. ولم يفز بأي موسم بالكأس وفاز في أربعة مواسم بالدوري.
خاض خوان أنطونيو لونا مسيرته مع نادي أمريكا في موسم 1979–80 ليلعب معه تسعة مواسم، مشاركًا في 246 مباراة سجل خلالها 21 هدفًا. ثم انتقل إلى نادي نيكاكسا في موسم 1988–89 ليلعب معه أربعة مواسم، حيث شارك في 74 مباراة سجل خلالها 12 هدفًا. لينتقل بعدها إلى نادي بويبلا في موسم 1992–93 لمدة موسم واحد، مشاركًا في 3 مباريات ولم يسجل أي هدف.

## وصلات خارجية
- خوان أنطونيو لونا على موقع قاعدة بيانات كرة القدم.إي يو (الإنجليزية)
- خوان أنطونيو لونا على موقع ناشيونال فوتبول تيمز (الإنجليزية)